# Loxia curvirostra

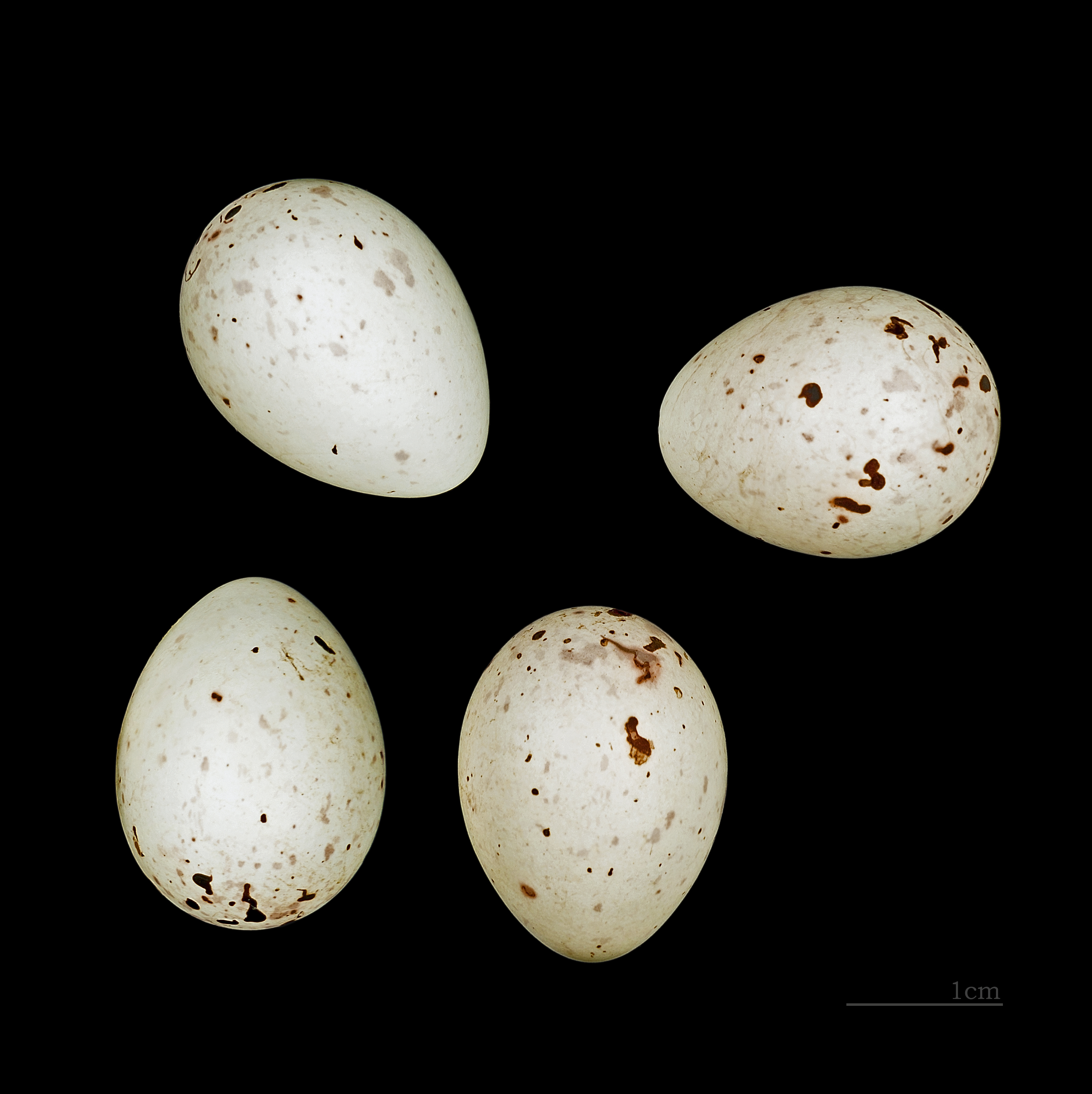
Loxia curvirostra

Loxia curvirostra là một loài chim trong họ Fringillidae.
Loài này sinh sống ở rừng vân sam Bắc Mỹ, châu Á và châu Âu.